# Guenter Mokulys

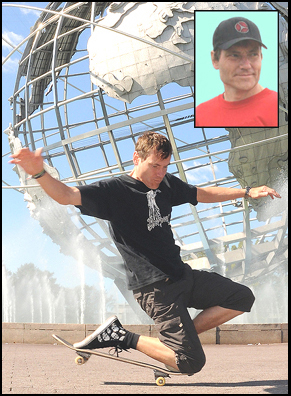
Guenter Mokulys führt den von ihm entwickelten Trick „Tucknee-Spacewalk“ am Madison Square Garden in New York City vor.

Guenter Mokulys (* 30. Oktober 1963 in Bonn) ist ein deutscher Skateboarder. Er ist 11-facher Freestyle-Skateboarding-Weltmeister. Er nahm bis heute an über 100 Wettbewerben weltweit teil, erreichte bei mehr als der Hälfte als Sieger den ersten Platz und ist daran gemessen einer der erfolgreichsten Skateboarder überhaupt.

## Biografie
Mokulys ist in Dortmund aufgewachsen. Derzeit lebt er in Berlin. Im Alter von 18 Jahren begann Mokulys mit dem Skateboarden. Es folgten tägliches, bis zu neunstündiges Training und ein Umzug nach Münster. Sein Trainingsplatz dort war einer der ersten Outdoor-Skateparks in Deutschland.
1984 und 1985 war er Teil eines Trainingslagers mit Trainern und Skateboardern wie Rodney Mullen, Tony Hawk, Mike McGill, Lance Mountain und Per Welinder im schwedischen Täby. Motiviert durch diese Erfahrung beschloss Mokulys, noch mehr Zeit mit dem Skateboard zu verbringen.
Nach drei Jahren Training gewann Mokulys 1986 die Amateur-Weltmeisterschaft im Freestyle-Skateboarding bei der „Transworld Skateboarding Championship“ in Kanada sowie die Münster Monster Mastership in Münster.
1987 kam er als Profi-Skateboarder in Titus Dittmanns Titus-Skates-Team unter Vertrag. Es folgten bis 1992 europaweit ca. 50 weitere Wettbewerbe und Show-Auftritte.
Mokulys beschloss, die ersten deutschsprachigen Lehrbücher über Skateboarding zu schreiben. Anfänglich belächelt, wurden seine von 1987 bis 1994 geschriebenen sechs Bücher Erfolge.
1991 gewann Mokulys die Profi-Weltmeisterschaft in Münster in Deutschland. Ab 1994 war Skateboarding dann in den USA und Europa in einen Tiefpunkt gerutscht: Es gab so gut wie keine Wettbewerbe mehr, daher hörte Mokulys mit dem Skateboarding auf.
Im Jahr 2002 in Köln kam er zurück zum Skateboarding. Nach einem Jahr Training gewann Mokulys die Weltmeisterschaft 2003 in Würzburg. Weitere 50 Wettbewerbe weltweit folgten.
2004 und 2007 schrieb er erneut Bücher über Skateboarding und gründete dafür den eigenen Sir-Marshall-Verlag.
Es folgten weltweite Showauftritte seit 2009: Mit einem Freund und Skateboard-Straßenkünstler, Eddie Hawk, gründet Mokulys die Skateboardmasters, welche auf der Bühne, im Varieté und im TV-Erfolge feiern konnten. Außerdem war Mokulys in zahlreichen TV-Shows zu Gast, zum Beispiel 2013 Die große Chance, 2014 Got to Dance, 2016 Sag die Wahrheit, 2018 Kinder-Quiz-Sendung 1, 2 oder 3 mit dem Moderator Elton.
Mit 57 Jahren zählt Mokulys unverändert zu den weltbesten Freestyle-Skateboardern und absolviert weltweit Wettbewerbe und Showauftritte und erntet von seinen Mitstreitern besonders durch seine routinierten, meist fehlerfreien Läufe Respekt und Anerkennung.
Im Freestyle Skateboarding hält er mit 51 Jahren zudem den Rekord als ältester Champion einer Weltmeisterschaft beim The World Freestyle Round-Up 2015 in Vancouver.
Zuletzt gewann er den Big Rio Freestyle Contest im Januar 2017 in Rio de Janeiro, Brasilien, wurde Europameister bei der European Freestyle Skateboarding Championship in Brandenburg 2019 und Vize-Europameister im Jahr 2020.
Nebenbei betreibt er außerdem einen Online-Skateboard-Shop, unter dem er auch seinen eigene Marke Marshall-Skateboarding vertreibt.
Mokulys trainiert und sponsert talentierte Nachwuchs-Skateboarder im Rahmen seines "Team Mokulys Skateboarding", welches ihn auch zu innerdeutschen Veranstaltungen begleitet.
Guenter Mokulys zählt zu den erfolgreichsten und bekanntesten Skateboardern in Europa und Übersee.
Spitznamen von ihm sind Der mit dem Skateboard tanzt und The German Smile.

## Gewonnene Weltmeisterschaften
| Jahr | Weltmeisterschaft       | Ort                                | Foto |
| ---- | ----------------------- | ---------------------------------- | ---- |
| 1986 | Transworld-Championship | Vancouver, Kanada                  | 01   |
| 1991 | World-Championship      | Münster, Deutschland               | 02   |
| 2003 | World-Championship      | Würzburg, Deutschland              | 03   |
| 2004 | World-Championship      | Pasadena, Vereinigte Staaten       | 04   |
| 2005 | World-Championship      | São Paulo, Brasilien               | 05   |
| 2006 | World-Championship      | Birmingham, Vereinigtes Königreich | 06   |
| 2008 | World-Championship      | São Paulo, Brasilien               | 07   |
| 2009 | World-Championship      | Tokio, Japan                       | 08   |
| 2010 | World-Championship      | Philadelphia, Vereinigte Staaten   | 09   |
| 2013 | World-Championship      | Cloverdale, Kanada                 | 10   |
| 2015 | World-Championship      | Cloverdale, Kanada                 | 11   |

## Entwickelte Tricks
- 1984: Whirl-Trick
- 1985: 1,1/2 Fingerflip to 50/50
- 1985: One Armed Handstand-Rollen-Flip to 50/50
- 1986: The San Francisco Flip
- 1987: Impossible to Truck
- 1987: Bonebreaker
- 1987: Flip-Flap
- 1988: Handstand Flip to Nohand-Casper
- 1988: Tucknee-Spacewalk
- 1989: Railflip 1,1/4 to Pogo
- 1989: Incredible-Backside
- 1990: Ollie Frontside 180° Fingerflip
- 2014: Tucknee-Backwards
- 2017: Tucknee-Backwards to Tucknee-Spacewalk

## Zusammenstellung seiner Skateboards
- 1983: Cryptonics 7.3" Freestyle Deck, Tracker Achsen, 54 mm Freestyle Wheels
- 1984: Rodney Mullen 7.2" Freestyle Deck, Tracker Achsen, 56 mm Powell Freestyle Wheels
- 1986: Per Welinder 7.2" Freestyle Deck, Tracker Achsen, 56 mm Powell Freestyle Wheels
- 1987: Guenter Mokulys 7.6" Freestyle Deck, Tracker Achsen, 56 mm Powell Freestyle Wheels
- 2002: Rodney Mullen 7.5" Street Deck, 5.0" Tensor Achsen, 54 mm Street Wheels
- 2004: Guenter Mokulys 7.5" Street Deck, 5.0" Tensor Achsen, 54 mm Freestyle Wheels
- 2006: Guenter Mokulys/Decomposed 7.5" Street Deck, 5.0" Tensor Achsen, 54 mm Freestyle Wheels
- 2015: Marshall-Sk8 7.50" Street Deck, 4.75" Tensor Achsen, 53 mm Freestyle Wheels

## Bücher
- 1987 Guenter Mokulys: Freestyle Skateboard Book. Monster Verlag, Münster, ISBN 3-927328-00-6.
- 1988 Guenter Mokulys: Streetstyle Skateboard Book Teil 1. Monster Verlag, Münster, ISBN 3-927328-01-4.
- 1989 Guenter Mokulys: Streetstyle Skateboard Book Teil 2. Monster Verlag, Münster, ISBN 3-927328-03-0.
- 1990 Guenter Mokulys, Thilo Nawrocki: Miniramp Skateboard Book. Monster Verlag und Promotion, Münster, ISBN 3-927328-04-9.
- 1991 Guenter Mokulys, Thilo Nawrocki: Halfpipe Skateboard Book. ISBN 3-927328-05-7.
- 1991 Guenter Mokulys: Freestyle Skateboard Book. Neuauflage. Monster Verlag, Münster, ISBN 3-927328-00-6.
- 2004 Guenter Mokulys: Flatland Skateboard Book. Köln, ISBN 3-00-012548-5.
- 2008 Guenter Mokulys: Streetskating & Game of S-K-A-T-E. Sir-Marshall-Verlag, Berlin, ISBN 3-00-015615-1.
- 2020 Guenter Mokulys: Tricks für Kids, Skateboarding für Anfänger und Fortgeschrittene. Sir-Marshall-Verlag, Leer, Ostfriesland, ISBN 978-3-9822280-0-6.